# SBI Group
SBI Holdings, às vezes chamada de Strategic Business Innovator Group (TYO: 8473) é um grupo de empresas de serviços financeiros com sede em Tóquio, Japão. Os negócios e as empresas do grupo são mantidos principalmente na SBI Holdings. O grupo também opera a SBI Graduate School, uma escola de negócios e uma instituição de caridade para crianças.
O SBI Group começou em 1999 como SoftBank Investment, como uma subsidiária da Softbank na época. O SBI está listado na primeira seção da Bolsa de Valores de Osaka e da Bolsa de Valores de Tóquio.
Desde abril de 2011, a SBI Holdings está listada em Hong Kong na forma de recebimentos de depositários de Hong Kong (HDR) com o código de ações 6488.
Em outubro de 2018, o SBI alcançou uma receita operacional de ¥52,9 bilhões, o que, por sua vez, aumentou 24,6% ano a ano. Isso aumentou a receita operacional líquida da empresa em 17,7%. E o lucro operacional aumentou 21,8% em relação ao primeiro semestre de 2017.

## SBI Securities
Em 27 de abril de 2011, a SBI Securities, uma unidade da SBI Holdings, concordou em adquirir uma participação de 25% na PT BNI Securities, uma empresa subsidiária do Bank Negara Indonesia por Rp. 1,14 bilhão (US$ 16,70 milhões).